# 森シノ
森 シノ（もり シノ、1903年〈明治36年〉11月9日 - 2015年〈平成27年〉8月23日）は、インターネット放送局・天草テレビのアナウンサー。世界最高齢の女子アナウンサーとして知られた。

## 経歴
熊本県、現在の上天草市松島町で、8人兄弟の3女として生まれた。24歳の時に2歳年上の、地元の男性・森秋義と結婚し、5人の子供をもうけたが、32歳の時に夫は病死する。夫の死後は農業を営みながら、女手一つで子供達を育てた。
2006年（平成18年）6月、102歳で天草テレビの3代目女子アナとしてデビュー。お天気コーナーなどを担当した。2008年（平成20年）12月には麻生太郎首相（当時）と対談も行っている。また、日本国内のみならず、ドイツ、フランス、オーストラリア、韓国などの諸外国のメディアでも「世界最高齢女子アナ」として幅広く紹介された。
2009年（平成21年）12月、コンビを組んでいた2代目女子アナの黒川ツルエと共にご長寿女子アナとして世界中に情報を発信し、活躍した偉業およびその栄誉を称えられ、天草テレビの女子アナ殿堂入りを果たした。2011年（平成23年）には東日本大震災の被災者を「焦らず生きることが大事」と励ました。
2015年（平成27年）3月に行った取材が最後となり、同年8月23日に熊本県天草市の介護施設で老衰のため満111歳で死去した。